# Nätra distrikt
Nätra distrikt är ett distrikt i Örnsköldsviks kommun och Västernorrlands län. Distriktet ligger omkring Bjästa i östra Ångermanland. 

## Tidigare administrativ tillhörighet
Distriktet inrättades 2016 och utgörs av Nätra socken i Örnsköldsviks kommun.
Området motsvarar den omfattning Nätra församling hade 1999/2000.

## Tätorter och småorter
I Nätra distrikt finns tre tätorter och fyra småorter.

### Tätorter
- Bjästa
- Köpmanholmen
- Åmynnet

### Småorter
- Bergom
- Bäck
- Bölen och Skulnäs
- Näske